# SAMIL 20
SAMIL 20 — південноафриканський армійський вантажний автомобіль з колісною формулою 4х4.

## Історія
В Південно-Африканський Республіці у 60-70-ті роки для наповнення армійських підрозділів вантажівками було прийнято рішення про переобладнання цивільних вантажівок, які виготовлялись у країні за ліцензією. Так з'явилась ціла серія автівок під назвою SAMIL (South African MILitary — Південно Африканські мілітарні). Переобладнання йшло як на заводах по виготовленню, так і на інших підприємствах: в Россліні, Преторії, Валлманншталі, Буксбурзі.
Першим армійським зразком став SAMIL 20, який був переобладнаний з 2-тонної вантажівки Magirus Deutz 130M7FAL. Автівка транспортувала 3120 кг вантажу по дорозі, та 2000 кг — по бездоріжжю. Виготовлення продовжувалось до 1998. Екс-армійські зразки продавались також на цивільному ринку.

## Модифікації
- SAMIL 20 Mk.1
- SAMIL 20 Mk.2. В зв'язку з санкціями проти країни поставки німецьких двигунів були заблоковані. Тоді з'явилась модифікація з місцевим двигуном ADE 352 MB та модифікованою трансмісією[1].